# A Taxing Woman

A Taxing Woman é um filme de comédia produzido no Japão e lançado em 1987.